# Растин (фильм)
«Растин» (англ. Rustin) — американский художественный фильм 2023 года режиссёра Джона Вулфа с Колманом Доминго и Крисом Роком в главных ролях. Колман Доминго, сыгравший Байарда Растина, номинирован на «Оскар» в номинации «Лучшая мужская роль».

## Сюжет
Главный герой фильма — Байард Растин, один из лидеров американских общественных движений за гражданские и социальные свободы, социализм, ненасилие, а также за права ЛГБТ. В центре сюжета марш на Вашингтон, состоявшийся в 1963 году.

## В ролях
- Колман Доминго — Байард Растин
- Крис Рок — Рой Уилкинс
- Эмел Амин — Мартин Лютер Кинг
- Глинн Тёрмен